# Litargus gigas
Litargus gigas es una especie de coleóptero de la familia Mycetophagidae.

## Distribución geográfica
Habita en África.